# BWO (gruppo musicale)
I BWO sono stati un gruppo musicale dance pop svedese attivo dal 2003 al 2010. Prima del 2006 erano conosciuti come Bodies Without Organs.

## Formazione
- Martin Rolinski
- Alexander Bard
- Marina Schiptjenko

## Discografia
Album studio
- 2005 - Prototype
- 2006 - Halcyon Days
- 2007 - Fabricator
- 2009 - Big Science

Raccolte
- 2006 - Halcyon Nights (remix)
- 2008 - Pandemonium - The Singles Collection
- 2009 - Sunshine in the Rain - The Album (in Giappone)